# Zsigmond Vilmos
Zsigmond Vilmos (Szeged, 1930. június 16. – Big Sur, Kalifornia, 2016. január 1.) Oscar-díjas magyar-amerikai operatőr.
Egy 2003-as felmérés szerint, melyet az International Cinematographers Guild (Operatőrök Nemzetközi Céhe) végzett, egyike a történelem tíz legbefolyásosabb operatőrének.

## A korai évek
Apja Zsigmond Vilmos, szegedi futballedző és kapus, anyja Illichman Bozena hivatalnok. A középiskolát a szegedi piarista gimnáziumban végezte, ahol az irodalom volt a kedvenc tantárgya. A képek iránti rajongása gyerekkorában kezdődött. Gyerekkorában egyszer egy betegség miatt ágyba kényszerült, és kezébe került egy fotózásról szóló könyv. Később édesapja fényképezőgépével fedezte fel a fotózás nyelvét, ahonnan már egyenes út vezetett az operatőri hivatás felé. 1955-ben a budapesti Színház- és Filmművészeti Főiskolán, Illés György tanítványaként végzett operatőrként. Több főiskolai társával megörökítette az 1956-os forradalom eseményeit, majd 1956 novemberében Kovács László operatőrrel – táskájukban csaknem tízezer méternyi filmfelvétellel – elhagyta Magyarországot. Ezek a felvételek bejárták a világsajtót, a két fiatalnak óriási szerepe volt abban, hogy a „Nyugat” tudomást szerzett a budapesti eseményekről. (A filmeket aztán a rendszerváltást követően az operatőr visszajuttatta Magyarországra.)
Zsigmond Vilmos önkéntes száműzetésében hosszú esztendőkön át '56 emlékével élt együtt. Meggyőződése volt, hogy a forradalom volt az egyik legfontosabb esemény, amely a nagy szovjet birodalom összeomlását előidézte.

## Karrierje
1958-ban Kováccsal együtt politikai menekültként érkezett az Egyesült Államokba, és itt eladták a felvételeket a CBS-nek.
1962-ben az USA honosított állampolgára lett. Los Angelesben telepedett le, és fotósként és technikusként fotólaborokban dolgozott. 
Több mint egy évtized telt el, mire sikerült beilleszkednie új hazájának társadalmába, illetve operatőrként képes volt kitűnni az amerikai mezőnyből. Óriási hátránnyal indult, de mindeközben meg is előzte korát: tulajdonképpen egy mozgóképes szemlélet- és generációváltás kellett ahhoz, hogy tehetségével kiemelkedhessen a többiek közül. Zsigmond Vilmos ugyanis ismerte az európai filmszemléletet, a szovjet mozgóképművészettől a francia és olasz új hullámon át a magyarokig, és ezek összessége határozta meg a vizuális látásmódját. Amikor az amerikai film új rendezőgenerációja megjelent, hirtelen fontos lett Zsigmond Vilmos „másféle” műveltsége.
Kezdetben laborokban dolgozott, fotózott, oktatófilmeket készített, dokumentumfilmekben és reklámfilmekben kapott feladatot. Operatőri látásmódja – a hangulati világítás, az emberi arc középpontba állítása, az emberi történetek bemutatása és a realista ábrázolás – egybeesett az 1960-as években kibontakozó amerikai független filmes kívánalmakkal. 1962-ben kapott amerikai állampolgárságot.
Első jelentősebb munkája a Peter Fonda rendezte Bérelt kezek volt, majd Robert Altman rendező következett, aki teljes mértékben rábízta a McCabe & Mrs. Miller című, 1971-es westernjének képi megvalósítását. Zsigmond Vilmos pedig fotós múltját felhasználva, laboratóriumi eljárással fakított ki felvételeket, hogy a régi filmek hangulatát idézze. A szemcsésség, a sötét tónusok erőteljes használata mindig is operatőri kézjegye maradt, ő maga is úgy jellemzi stílusát, hogy még a vígjátékokat is film noirként rögzíti a celluloidszalagra, és az árnyék használata az egyik legfontosabb eszköze.
Az 1970-es évek amerikai új hullámos realista filmjei mellett a sci-fi mániának is részese lett. Már a nagy sikerek hajnalán együtt dolgozott Steven Spielberggel is, aki szintén rábízta magát Zsigmond kézi kamerás elképzeléseire a Sugarlandi hajtóvadászat forgatása során. Együttműködésük később az 1977-ben készült Harmadik típusú találkozások című produkcióban csúcsosodott ki; a legendás sci-fiben az egyik főszerepet maga François Truffaut alakította. 1978-ban Zsigmond elnyerte vele a legjobb operatőri munkáért járó Oscar-díjat. Ezután már nem dolgoztak együtt. Egyes feltételezések szerint azért, mert a gálán Zsigmond az ottani stábnak nem mondott köszönetet, hanem itthoni tanárainak, egykori munkatársainak tulajdonította sikerét. 
Életszerűbb az a magyarázat, hogy Spielberg egyre önállóbb lett, és nem volt szüksége egy megingathatatlan elképzelésekkel teli alkotótársra. Sokkal inkább az olyan direktoroknak felelt meg Zsigmond, mint Michael Cimino, aki A szarvasvadász (1978) című nagyszabású filmjénél teljesen szabad kezet adott neki a képi világ és a világítás terén – ez pedig újabb Oscar-jelölést ért.
Maximalista művészi és munkaszemlélete azonban nem mindig hozott szerencsét neki: a Funny Lady (1975) című musical forgatásáról például Barbra Streisand miatt kellett távoznia, akinek egy operatőr barátja, Harry Stadling bebeszélte ugyanis, hogy csak bizonyos szögben szabad megvilágítani az arcát, mert csak úgy mutat szépen a vásznon. Zsigmond Vilmos megpróbálkozott egy-két másik beállítással, amit a művésznő nem viselt el.
Több műfajban kipróbálta magát: fényképezett zenés filmet, (a The Band búcsúkoncertjét – Az utolsó valcert), vígjátékot (Az eastwicki boszorkányokat, a Mavericket), az HBO számára egy Sztálinról szóló életrajzi televíziós filmet (amelyért 1992-ben Emmy-díjat kapott), erotikus thrillert (a Slivert, a Vágyak vonzásábant), és többször dolgozott Woody Allen rendezővel (a Melinda és Melinda, vagy a Kasszandra álma című filmeken). Allen például azt gondolta róla, még mielőtt először találkoztak volna, hogy Zsigmond Vilmos egy zord magyar óriás, egy igazi hadvezéri alkat, aki mellett majd meg sem mer szólalni. Így aztán őszintén meglepődött, amikor egy halk szavú, talpig gentleman rázott vele kezet.

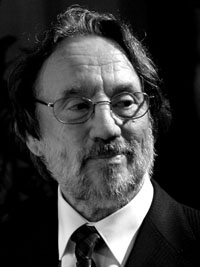
2004-ben

Zsigmond Vilmos hasonlóan jelentős munkának érezte a 2001-ben Káel Csabával forgatott Bánk bán c. operafilmet is, amelyből szerinte feleslegesen lett politikai ügy, ahelyett, hogy kvalitásainak megfelelően, műalkotásként kezelték volna Magyarországon: így lehetett volna esélye külföldi fesztiválokon is.
2006-ban pedig egyik közreműködője volt A lyukas zászló című 1956-os dokumentumfilmnek. A rendezéssel is megpróbálkozott, ebben azonban kevésbé volt sikeres.
2007-ben negyedik alkalommal jelölték Oscar-díjra a Brian De Palma rendezte A fekete Dália című thriller fényképezéséért. De Palma később úgy nyilatkozott róla, hogy az egyik utolsó képíró nagymester, akivel számos szakmai vitája volt ugyan a forgatás során, ám különleges értékei megkérdőjelezhetetlenek.
A fények és árnyékok szerelmesének és festőjének nevezett Zsigmond – aki saját bevallása szerint főiskolai mesterein kívül az olasz neorealistáktól és a francia újhullámosoktól tanult legtöbbet – tudását többször is mesterkurzus keretében adta tovább a magyar operatőrtehetségeknek.
1999-ben megkapta az Amerikai Filmoperatőrök Társasága (ASC) életmű-kitüntetését, 2000-ben Göncz Árpád akkori köztársasági elnök személyes megbecsülése jeleként elnöki Aranyéremmel tüntette ki. 2001-től a Magyar Corvin-lánc birtokosa, 2004-ben pedig szülővárosa, Szeged díszpolgára lett, ahol a Belvárosi Mozi egyik terme viseli a nevét.
Tagja volt az Amerikai Operatőrök Társaságának.

## Családja
Első felesége Elizabeth Fuzes. Gyermekeik: Julia Zsigmond és Susi Zsigmond, akiktől négy unokája van. Az USA-ban, részben Oregon államban élnek.
Második felesége, Susan Roether író, rendező.

## Filmográfia (operatőr)
- Szerelmes földrajz (szereplő)
- Ungarn in Flammen (1957)
- The sadist (1963)
- A Man with Many Trade (1963)
- The Time Travellers (1964)
- The Cat (1965)
- McCabe and Mrs Miller (1971)
- The Hired Hand (A bérmunkás) (1971)
- Gyilkos túra (1972)
- Madárijesztő (1973)
- A hosszú búcsú (1973)
- Sugarlandi hajtóvadászat (1974)
- Lány a Petrovka utcából (1974)
- Megszállottság (1976)
- Harmadik típusú találkozások (1977)
- A szarvasvadász (1978)
- Az utolsó valcer (1978)
- A rózsa (1979)
- A mennyország kapuja (1980)
- Halál a hídon (1981)
- Cinkelve (Balszerencsét) (1982)
- Asztal öt személyre (1983)
- Fotós szerelem (1984)
- A folyó (1984)
- Valóságos zseni (1985)
- Az eastwicki boszorkányok (1987)
- Fat Man és Little Boy (1989)
- Hiúságok máglyája (1990)
- Cinikus hekus (1990)
- A tékozló apa (filmrendezőként) (1991)
- Sztálin (1992)
- Sliver (1993)
- Vágyak vonzásában (1994)
- Maverick (1994)
- Menekülés az éjszakába (1995)
- Bérgyilkosok (1995)
- Ragadozók  (1996)
- Mesterek és tanítványok (színészként) (1996)
- Szeress, ha tudsz (1998)
- Az érv (1999)
- Waterlooi győzelem (2000)
- Társam, a fény (közreműködő) (2000)
- A test (2001)
- Bánk bán (2002)
- Az élet háza (2001)
- Apja lánya (2004)
- Melinda és Melinda (2004)
- A fekete Dália (2006)
- Ki voltál, lányom? (2006)
- Kasszandra álma (2007)
- Férfit látok álmaidban (2010)
- A fény mestere (szereplő)

## Díjak és jelölések

### Díjak
- 1974. Amerikai Filmkritikusok Szövetségének Díja, a legjobb operatőr – (A hosszú búcsú)
- 1978. Oscar-díj, legjobb operatőr – (Harmadik típusú találkozások)
- 1980. BAFTA-díj, legjobb operatőr – (A szarvasvadász)
- 1993. Emmy-díj, a legjobb operatőri munka tévéfilmben – (Sztálin)
- 1993. Amerikai Operatőrök Egyesülete – legjobb operatőr – (Sztálin)
- 1997. Camerimage – Életműdíj
- 1999. Amerikai Operatőrök Egyesülete – Életműdíj
- 1999. Cinequest San José Filmfesztivál – Maverick Tribute Díj
- 2002. Camerimage, legjobb operatőr – (Bánk bán)
- 2006. Hollywood Filmfesztivál, Az év operatőrének járó díj

### Jelölések
- 1973. jelölés: BAFTA-díj, legjobb operatőr – (McCabe és Mrs. Miller ), (Gyilkos túra), (Images)
- 1979. jelölés: Oscar-díj, legjobb operatőr – (A szarvasvadász)
- 1979. jelölés: BAFTA-díj, legjobb operatőr – (Harmadik típusú találkozások)
- 1985. jelölés: Oscar-díj, legjobb operatőr – (A folyó)
- 1997. jelölés: Amerikai Operatőrök Egyesülete – legjobb operatőr – (Ragadozók)
- 2002. jelölés: Emmy-díj, a legjobb operatőri munka tévéfilmben – (The Mists of Avalon)
- 2006. jelölés: Satellite-díj, a legjobb operatőr – (A fekete Dália)
- 2007. jelölés: Oscar-díj, legjobb operatőr – (A fekete Dália)
- 2007. jelölés: Amerikai Operatőrök Egyesülete – legjobb operatőr – (A fekete Dália)

## Emlékezete
- 2016-ban emléktáblát avattak szülőházán, Szeged-Alsóvároson.[10]
- 2016-ban az ő nevét viselte az Amerikai Operatőrök Társasága (ASC) által a legjobb filmszakos diákoknak adományozott Student Heritage Award.[11]
- 2016-ban mutatták be Pierre Filmon rendező róla készült dokumentumfilmjét a Harmadik típusú találkozások Zsigmond Vilmossal-t.[12]
- 2017-től róla elnevezett, évente megrendezendő nemzetközi filmfesztivált rendeznek Szegeden.
- A Színház- és Filmművészeti Egyetem (SZFE) Film- és Médiaintézetét 2021 januárjában nevezték át Zsigmond Vilmos Mozgóképművészeti Intézetre, tisztelegve az Oscar- és Emmy-díjas operatőr előtt, aki 1955-ben végzett az egyetem jogelőd intézményében. ￼